# Río Chusgón
Der Río Chusgón ist ein 59 km langer linker Nebenfluss des Río Marañón, linker Quellfluss des Amazonas. Der Río Chusgón durchquert die peruanische Westkordillere in den Regionen La Libertad und Cajamarca in West-Peru. Die Gesamtlänge einschließlich Quellflüssen beträgt 86 km.

## Flusslauf
Der Río Chusgón entsteht knapp 5 km nördlich des Distriktverwaltungszentrums Sarín auf einer Höhe von etwa 2553 m am Zusammenfluss von Río Cerpaquino (links) und Río Sarín (rechts). Er fließt in nordnordöstlicher Richtung durch das Bergland. Er nimmt dabei die Nebenflüsse Río Curgos, Río Olichoco, Quebrada Brasil und Quebrada Cushuro von links sowie Río Maran Pamba und Río Cochabamba von rechts auf. Auf den unteren 21 Kilometern bildet der Fluss die Grenze zwischen den Regionen La Libertad und Cajamarca. Ab Flusskilometer 13 wendet sich der Río Chusgón in Richtung Ostnordost und mündet schließlich auf einer Höhe von etwa 1080 m in den Río Marañón. Das Flusstal des Río Chusgón verbreitert sich abschnittsweise und ist mit Schotter bedeckt.

## Quellflüsse
Der Río Cerpaquino, alternative Schreibweise: Río Cerpaquiño, ist der etwa 24 km lange linke Quellfluss des Río Chusgón Er entspringt (⊙) im Westen des Distrikts Sitabamba auf einer Höhe von etwa 4300 m. Er fließt in nördlicher Richtung durch das Bergland. Bei Flusskilometer 9 befindet sich der namengebende Ort Cerpaquino einen knappen Kilometer östlich vom Flusslauf.
Der Río Sarín ist der etwa 27 km lange rechte Quellfluss des Río Chusgón. Er entspringt (⊙) im Westen des Distrikts Sitabamba auf einer Höhe von etwa 4280 m. Er fließt in nördlicher Richtung durch das Bergland. Bei Flusskilometer 5 passiert der Fluss das Distriktverwaltungszentrum Sarín. 

## Einzugsgebiet
Das 1318 km² große Einzugsgebiet des Río Chusgón umfasst Teile der Provinzen Cajabamba (Region Cajamarca), Sánchez Carrión und Santiago de Chuco (die letzten beiden in der Region La Libertad). Es befindet sich im Osten der peruanischen Westkordillere. Das Einzugsgebiet des Río Chusgón grenzt im Osten an das des oberstrom gelegenen Río Marañón, im Süden an das des Río Tablachaca, im Westen an das des Río Condebamba sowie im Norden an das des Río Crisnejas.